# HK Malmö
Le HK Malmö (nom complet : Handbollsklubben Malmö) est un club de handball situé à Malmö en Suède. Il est issu de la fusion en 2007 de la section handball (en) de l'IFK Malmö et du Malmö HP (Malmö Handbollspojkar).

## Palmarès
- Championnat de Suède
  - Vice-champion en 2018.
  - Deuxième de la saison régulière en 2018, 2019 et 2020.
- Deuxième division
  - Champion (1) en 2009.

### Parcours
| Saison    | Championnat | Championnat | Championnat   | Coupe              | Coupe d'Europe | Coupe d'Europe |
| Saison    | Niveau      | S.R.        | P.F.          | Coupe              | C.             | Tour atteint   |
| --------- | ----------- | ----------- | ------------- | ------------------ | -------------- | -------------- |
| 2007-2008 | 1           | 13e         | -             | Pas de compétition | -              | -              |
| 2008-2009 | 2           | 1er         | non concerné  | Pas de compétition | -              | -              |
| 2009-2010 | 1           | 8e          | 3e de groupe  | Pas de compétition | -              | -              |
| 2010-2011 | 1           | 8e          | 4e de groupe  | Pas de compétition | -              | -              |
| 2011-2012 | 1           | 7e          | 1/4 de finale | Pas de compétition | -              | -              |
| 2012-2013 | 1           | 11e         | 1er           | Pas de compétition | -              | -              |
| 2013-2014 | 1           | 6e          | 1/4 de finale | Pas de compétition | -              | -              |
| 2014-2015 | 1           | 8e          | 1/4 de finale | Pas de compétition | -              | -              |
| 2015-2016 | 1           | 5e          | 1/4 de finale | Pas de compétition | -              | -              |
| 2016-2017 | 1           | 4e          | 1/4 de finale | Pas de compétition | -              | -              |
| 2017-2018 | 1           | 2e          | Finale        | Pas de compétition | C3             | 3e tour        |
| 2018-2019 | 1           | 2e          | 1/4 de finale | Pas de compétition | C3             | 3e tour        |
| 2019-2020 | 1           | 2e          | annulée       | Pas de compétition | C3             | 3e tour        |
| 2020-2021 | 1           | 3e          | 1/4 de finale | Pas de compétition | C3             | 1er tour       |
| 2021-2022 | 1           | en cours    | à venir       | 1/8 de finale      | C3             | 2e tour        |

1. ↑  C3 = Coupe de l'EHF/Ligue européenne.
2. 1 2  Les huit premiers de la saison régulière sont répartis en deux groupes. Les deux premiers de chaque groupe jouent ensuite les demi-finales.
3. ↑  Une poule de 6 équipes réunit les 11e, 12e et 13e de l'élite et les 2e, 3e et 4e du deuxième niveau pour déterminer les promotions et relégations.

## Joueurs

### Personnalités liées au club

#### Entraîneurs
- 2007-2008 : Per Carlén
- 2013-2014 : Magnus Andersson
- 2014-2016 : Ulf Sivertsson
- depuis 2016 : Stian Tønnesen

#### Joueurs
Catégories associées : (sv) Spelare i HK Malmö ou (de) Handballspieler (HK Malmö)
Parmi les joueurs ayant évolué au club, on trouve notamment :
- Dan Beutler (en) : de 2015 à 2019 et depuis 2020
- Hampus Jildenbäck (sv) : depuis 2021
- Fredrik Lindahl (en) : depuis 2010
- Viktor Östlund (en) : de 2019 à 2021
- Linus Persson : de 2011 à 2019
- Magnus Persson (en) : depuis 2018
- Fredrik Petersen : de décembre 2015 à 2018
- Kristian Sæverås (en) : de 2017 à 2018